# Піла (Конецький повіт)
Піла (пол. Piła) — село в Польщі, у гміні Конське Конецького повіту Свентокшиського воєводства.
Населення — 627 осіб (2011).
У 1975-1998 роках село належало до Келецького воєводства.

## Демографія
Демографічна структура на день 31 березня 2011 року:
|          | Загалом | Допрацездатний вік | Працездатний вік | Постпрацездатний вік |
| -------- | ------- | ------------------ | ---------------- | -------------------- |
| Чоловіки | 299     | 49                 | 223              | 27                   |
| Жінки    | 328     | 65                 | 191              | 72                   |
| Разом    | 627     | 114                | 414              | 99                   |